# Jonas Emmerdahl
Jonas Emmerdahl, född 23 februari 1992 i Älvsjö, Stockholms kommun, är en svensk professionell ishockeyspelare som spelar för Fife Flyers i EIHL. 
Emmerdahl inledde sin karriär med spel i Hammarbys J18-lag säsongen 2007/2008. Emmerdahl började ishockeygymnasium i Västerås 2008 och började spela i VIK Västerås HK där han debuterade i A-laget som 17-åring. Efter sju år i Västerås flyttade Emmerdahl norrut och spelade fyra säsonger i IF Björklöven (2015-2019). Emmerdahl skrev 2019 på för den skotska klubben Fife Flyers i Brittiska Elite Ice Hockey League (EIHL). Under pandemin spelade Emmerdahl för Östersunds IK. Emmerdahl återvände till Fife Flyers 2021 och var lagkapten 2022-2024. 